# Espadarana
Espadarana (лат.) — род бесхвостых земноводных из семейства стеклянных лягушек, обитающих в Новом Свете. Родовое название дано в честь Маркоса Хименеса де ла Эспада, испанского зоолога, описавшего первую стеклянную лягушку (Centrolene geckoideum) в 1872 году и лат. rana — «лягушка». Кроме того, испанское слово «espada» означает «меч», что может быть связано с плечевыми шпорами, которые есть у взрослых самцов данного рода.

## Описание
Характеризуются наличием плечевых шпор у взрослых самцов и дольчатой печени, покрытой прозрачной брюшиной, зелёными костями и полупрозрачным пищеварительным трактом. Между третьим и четвертым пальцами имеется умеренная перепонка. 

## Размножение
Это яйцекладущие земноводные. Самки откладывают яйца на листьях над ручьями.

## Распространение
Ареал охватывает Центральную Америку (Гондурас, Никарагуа, Коста-Рика, Панама) и север Южной Америки (Венесуэла, Колумбия и Эквадор).

## Классификация
На февраль 2023 года в род включают 5 видов:
- Espadarana andina (Rivero, 1968) — Андская стеклянная лягушка
- Espadarana audax (Lynch and Duellman, 1973) — Водопадная стеклянная лягушка
- Espadarana callistomma (Guayasamin and Trueb, 2007)
- Espadarana durrellorum (Cisneros-Heredia, 2007)
- Espadarana prosoblepon (Boettger, 1892) — Пунктирная стеклянная лягушка